# Kóté Sörös József
Kóté Sörös József, "Holi" (Monor, 1927. július 17. – Budapest, 1959. február 26.) bádogos, lakatos.

## Életútja
Tízgyermekes cigány családban nőtt fel Kiskunfélegyházán. Édesapja zenész volt, édesanyja napszámos. Ugyanitt négy általános iskolai osztályt végzett el, majd vándoriparosként dolgozott. Bádogos- és lakatosmunkákból élt, illetve mint alkalmi zenész kereste kenyerét. 1948-tól 1951-ig sorkatona volt, önkényes eltávozásért és parancsmegtagadásért kapott büntetést. 1952-ben a Magyar Dolgozók Pártjának tagja lett. 1954-ben orgazdaság miatt kétszáz forint pénzbüntetésre ítélte a monori járásbíróság. 1956. október 29-én Tóth Józseffel, gyermekkorai barátjával együtt a fővárosi kórházakba szállították a Vöröskereszt által gyűjtött élelmiszert és bort. A Vajdahunyad utcai fegyveres csoport tagjai beszélték rá őket a csatlakozásra, s ezek után fegyverrel vettek részt az utcai harcokban, valamint járőrként is dolgoztak. Kóté Söröst a Köztársaság téri pártház ostromában való részvétellel is megvádolták, azonban ezt bizonyítani nem tudták. November 4-én combsérülést kapott az Üllői úton, s a harcot feladva a családjához hazament, később pedig Ausztriába menekült. Az amnesztiarendelet meghallva 1957 márciusában visszatért Magyarországra, majd 1957. július 18-án letartóztatták. 1958-ban mondták ki felette a halálos ítéletet, melyet 1959. február 24-én a Legfelsőbb Bíróság Népbírósági Tanácsa jogerőre emelt és két nappal később kivégezték.